# Институт истории, археологии и этнологии имени Б. Джамгерчинова
Институт истории, археологии и этнологии имени Б. Джамгерчинова НАН КР (кирг. КР УИАнын Б. Жамгерчинов атындагы Тарых, археология жана этнология институту), ранее Институт истории Академии наук Киргизской ССР и Институт истории и культурного наследия НАН КР, — научно-исследовательский институт в Бишкеке, Кыргызстан, основанный в 1954 году и действующий в составе Национальной академии наук Кыргызской Республики. Директор — А. А. Асанканов.

## История
Предшественником института был Киргизский научно-исследовательский институт языка, литературы и истории. В 1941 году он был преобразован в Институт языка, литературы и истории (ИЯЛИ), а в 1943 году вошёл в состав Киргизского филиала АН СССР.
В ИЯЛИ действовал сектор истории, которым заведовал А. Н. Бернштам и в котором в то время работали всего два кандидата исторических наук — Б. Д. Джамгерчинов и С. М. Абрамзон. Позднее в секторе истории работало 8 человек, из них 1 доктор наук, 5 кандидатов и 2 младших сотрудника. В 1940-е и 1950-е годы сектором истории ИЯЛИ проводились активные экспедиционные работы, в том числе в составе комплексной археолого-этнографической экспедицией АН СССР.
В 1954 года Киргизский филиал АН СССР был преобразован в Академию наук Киргизской ССР, а на базе ИЯЛИ были учреждены два самостоятельных института в её составе — Институт истории (на базе сектора истории) и Институт языка и литературы (ныне Институт языка и литературы имени Ч. Т. Айтматова).
В 1956 году в составе Института истории были выделены сектор истории досоветского периода и сектор истории советского периода. В 1950-х годах в институте работали А. Г. Зима, С. И. Ильясов, К. У. Усенбаев, Т. Д. Дуйшемалиев, А. К. Каниметов и другие.
В 1966 году был создан отдельный сектор этнографии (ныне — отдел этнологии), которым руководили М. Т. Айтбаев, О. Айтмамбетов, А. Джумагулов, Т. Дж. Баялиева, И. Б. Молдобаев, А. З. Жапаров. В 1960-е — 1980-е годы институтом проводился ряд этнографических экспедиций с целью сбора полевых материалов. Позднее сектор дореволюционной истории был разделён на сектор новой истории и сектор древней и средневековой истории.
По состоянию на 1982 год в институте работало 84 сотрудника, из них научных — 69, в том числе докторов наук — 11, кандидатов наук — 24, действовало 10 секторов. Основными направлениями научных исследований являлись история Кыргызстана с древнейших времён до наших дней, история Октябрьской революции и Гражданской войны, история социалистического и коммунистического строительства, закономерности развития общества и смены социально-экономических формаций в Кыргызстане.
После обретения Кыргызстаном независимости Институт истории был переименован в Институт истории и культурного наследия. В 2014 году было предложено дать институту имя основоположника кыргызской исторической науки Б. Дж. Джамгерчинова. В 2018 году был переименован в Институт истории, археологии и этнологии.
По состоянию на 2007 год в институте работал 21 научный сотрудник, в том числе докторов наук — 4, кандидатов наук — 11, при этом не было ни одного доктора наук моложе 60 лет и только один кандидат наук был моложе 35 лет. Российский историк Д. А. Мальцев отмечает большой возраст сотрудников института и утверждает, что с этим связаны «многочисленные советские клише» в кыргызстанских учебниках по истории.
В 2010-х годах ежегодный бюджет института составлял 7-8 миллионов кыргызских сомов. В 2016 году совместно с Институтом этнологии и антропологии имени Н. Н. Миклухо-Маклая РАН было подготовлено обобщающее издание «Кыргызы», вышедшее в серии «Народы и культуры».

## Директора
Директора Института языка, литературы и истории:
- 1943—1944: А. Токомбаев
- 1944—1947: С. И. Ильясов[кирг.]
- 1947—1949: К. Б. Сооронбаев[кирг.]
- 1949—1950: А. А. Алтымышбаев
- 1950—1951: А. Доолоткелдиев
- 1951—1954: И. А. Батманов

Директора Института истории/истории и культурного наследия/истории, археологии и этнологии:
- 1954—1956: С. Табышалиев
- 1956—1977: К. К. Орозалиев
- 1977—1988: А. К. Каниметов[кирг.]
- 1988—1993: С. Табышалиев
- 1993—1997: С. С. Данияров[кирг.]
- 1997—2015: Дж. Дж. Джунушалиев
- 2015—2017: А. Дж. Джуманалиев[кирг.]
- 2017—н. в.: А. А. Асанканов